# Tetragnatha esakii
Tetragnatha esakii este o specie de păianjeni din genul Tetragnatha, familia Tetragnathidae, descrisă de Okuma, 1988.
Este endemică în Taiwan. Conform Catalogue of Life specia Tetragnatha esakii nu are subspecii cunoscute.